# Acanthodactylus arabicus
Acanthodactylus arabicus (аравійська гребнепала ящірка) — вид ящірок родини ящіркових (Lacertidae). Ендемік Ємену.

## Поширення і екологія
Аравійські гребнепалі ящірки мешкають в Ємені, на півдні Аравійського півострова. Вони живуть в пустелях та в напівпустелях, серед сухих чагарникових заростей, що ростуть на піщаних ґрунтах.